# رامون نافارو
رامون نافارو (بالإسبانية: Ramón Ceja)‏ هو لاعب كرة قدم مكسيكي، ولد في 16 يناير 1998 في Santiago Ixcuintla ‏ في المكسيك. لعب مع نادي خواريز.

## روابط خارجية
- رامون نافارو على موقع قاعدة بيانات كرة القدم.إي يو (الإنجليزية)
- رامون نافارو على موقع قاعدة بيانات كرة القدم.إي يو (الإنجليزية)
- رامون نافارو على موقع Soccerway.com (الإنجليزية)